# Elezioni legislative in Lussemburgo del 2013
Le elezioni legislative in Lussemburgo del 2013 si tennero il 20 ottobre per il rinnovo della Camera dei deputati. In seguito all'esito elettorale, Xavier Bettel, espressione del Partito Democratico, divenne Presidente del Governo.

## Risultati
| Liste                                         | Voti      | %     | Seggi |
| --------------------------------------------- | --------- | ----- | ----- |
| Partito Popolare Cristiano Sociale            | 1 103 636 | 33,68 | 23    |
| Partito Operaio Socialista Lussemburghese     | 664 586   | 20,28 | 13    |
| Partito Democratico                           | 597 879   | 18,25 | 13    |
| I Verdi                                       | 331 920   | 10,13 | 6     |
| Partito Riformista di Alternativa Democratica | 217 683   | 6,64  | 3     |
| La Sinistra                                   | 161 759   | 4,94  | 2     |
| Altri                                         | 199 229   | 6,08  | –     |
| Totale                                        | 3 276 692 | 100   | 60    |